# Bank deutscher Länder

50-Pfennig-Stück aus Münchner Prägung mit der neuen Umschrift von 1950 „Bundesrepublik Deutschland“
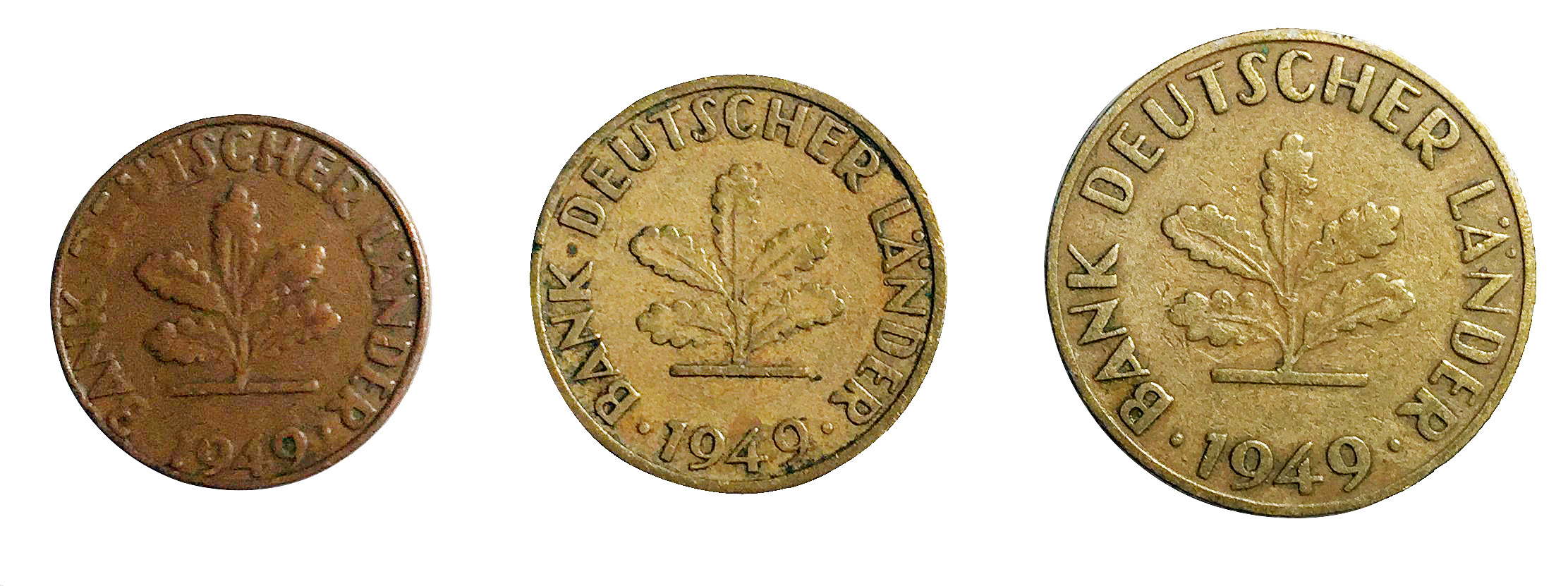
Münzen von 1949
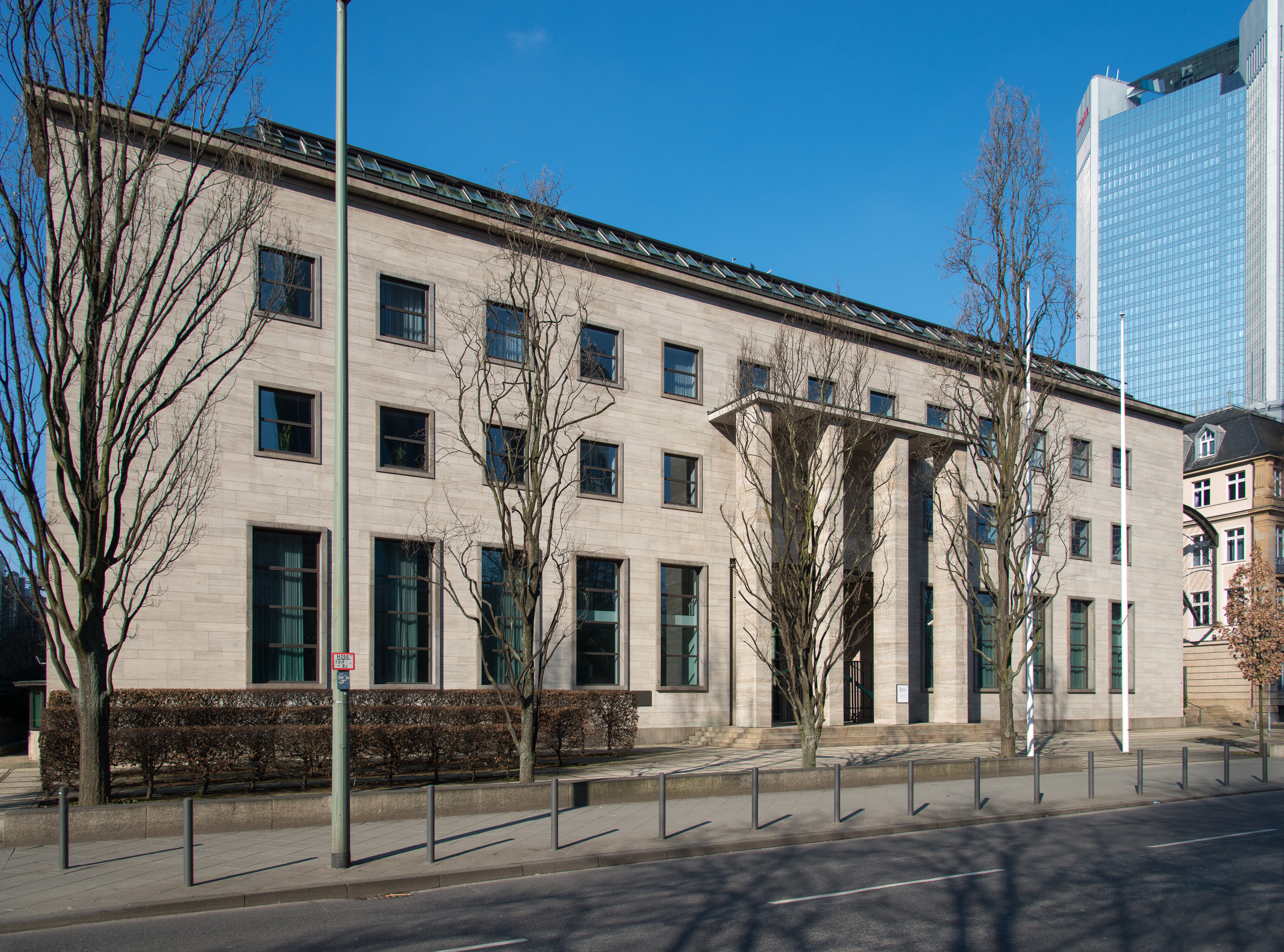
Gebäude der Bank deutscher Länder (ehemalige Reichsbankhauptstelle) in Frankfurt am Main

Die Bank deutscher Länder (BdL) wurde von den Militärregierungen der drei Westmächte mit Wirkung vom 1. März 1948 gegründet und hatte ihren Sitz in Frankfurt am Main.
Vorausgegangen waren lange Querelen zwischen den alliierten Besatzungsmächten und die Errichtung von Landeszentralbanken in der amerikanischen und der französischen Zone. Die britische Auffassung der Notwendigkeit einer einzigen Zentralbank und einer gemeinsamen Geldpolitik für das neu organisierte Westdeutschland setzte sich durch. Die BdL war damit faktisch eine funktionelle Nachfolgerin der Reichsbank und eine Vorläuferin der Bundesbank.

## Rechtsgrundlage
Rechtsgrundlage für die Bank deutscher Länder war in der amerikanischen Besatzungszone das Gesetz Nr. 60 vom 1. März 1948, in der britischen Besatzungszone die Verordnung Nr. 129 vom 1. März 1948 und in der französischen Besatzungszone die Verordnung Nr. 203 vom 26. März 1948, die jeweils fast wortgleich waren. Diese Vorschriften wurden von den Alliierten, später durch Bundesgesetze geändert und schließlich mit dem Bundesbankgesetz aufgehoben.

## Aufbau und Aufgaben
Zentrale Aufgabe der Bank war die Währungspolitik in der amerikanischen und britischen Zone. Am 16. Juni 1948 traten die drei Landeszentralbanken der französischen Zone rückwirkend zum 25. März der BdL und der Alliierten Bankkommission bei. Bis 1951 unterlag sie den Weisungsbefugnissen der Westalliierten. Danach war sie unabhängig und unterstand auch nicht den Weisungen der damaligen Bundesregierungen (1951 war dies das Kabinett Adenauer I, ab 1953 das Kabinett Adenauer II).
Das Kapital der BdL wurde von den Landeszentralbanken, die ihrerseits Einrichtungen der Länder waren, gezeichnet. BdL-Organe waren das Direktorium und der Zentralbankrat. Dem Zentralbankrat gehörten die neun Präsidenten der Landeszentralbanken an; diese neun wählten einen Präsidenten. Dieser war dabei aber nicht Präsident einer der Banken. Für wesentliche Entscheidungen war der Zentralbankrat zuständig. Dieser bestimmte wiederum den Präsidenten des Direktoriums und seinen Stellvertreter. Der Direktoriumspräsident bestimmte dann die weiteren Mitglieder des Direktoriums. Die Aufgabe des Direktoriums war die Durchführung der Beschlüsse des Zentralbankrates. Nach der Gründung der Bank deutscher Länder wurde Karl Bernard am 5. Mai 1948 zum Vorsitzenden des Zentralbankrates, Wilhelm Vocke am 20. Mai 1948 zum Präsidenten des Direktoriums gewählt.
Das Grundkapital der BdL war im Besitz der Zentralbanken und hatte – zunächst noch Reichsmark – seit der Währungsreform am 21. Juni 1948 eine Höhe von 100 Millionen DM. Zu Beginn der BdL waren etwa 300 Mitarbeiter beschäftigt. Sitz der BdL war die ehemalige Reichsbankhauptstelle in der Taunusanlage 4 von Frankfurt am Main. 1949 waren hier bereits etwa 1.450 Mitarbeiter beschäftigt.
Durch die Direktiven (48)12 und (48)21 der Alliierten Bankkommission (Juni/Juli 1948) wurde der BdL die mit der finanziellen Abwicklung des Außenhandels zusammenhängenden Aufgaben mit Wirkung ab 1. August 1948 (für die französische Zone im April 1949) übertragen. Damit hatte die BdL die Verwaltung der Devisenbestände und die Durchführung des Devisenzahlungsverkehrs von der früher dafür zuständigen Joint Foreign Exchange Agency (JEFA) übernommen und weitergeführt. In ähnlicher Weise gingen die Geschäfte der ehemaligen Joint Export Import Agency (JEIA) und der Gemeinsamen Außenhandelskasse (GAK) auf die BdL über.
Zum 1. August 1957 wurden die Bank deutscher Länder, die Zentralbanken und die Berliner Zentralbank mit dem Gesetz über die Deutsche Bundesbank durch die Deutsche Bundesbank abgelöst.
Die BdL hatte am 31. Juli 1957 Devisen- und Goldbestände in Höhe von 10,105 Milliarden DM.

## Münzprägungen
Geprägt wurden 1-Pfennig-Münzen mit den Jahreszahlen 1948 und 1949, 5- und 10-Pfennig-Münzen mit der Jahreszahl 1949 und 50-Pfennig-Münzen mit den Jahreszahlen 1949 und 1950 (geringe Prägezahl von 30000 Stück). Nach der Gründung der Bundesrepublik Deutschland wurden diese Münztypen weitergeprägt, nur die Umschrift änderte sich von „BANK DEUTSCHER LÄNDER“ in „BUNDESREPUBLIK DEUTSCHLAND“.

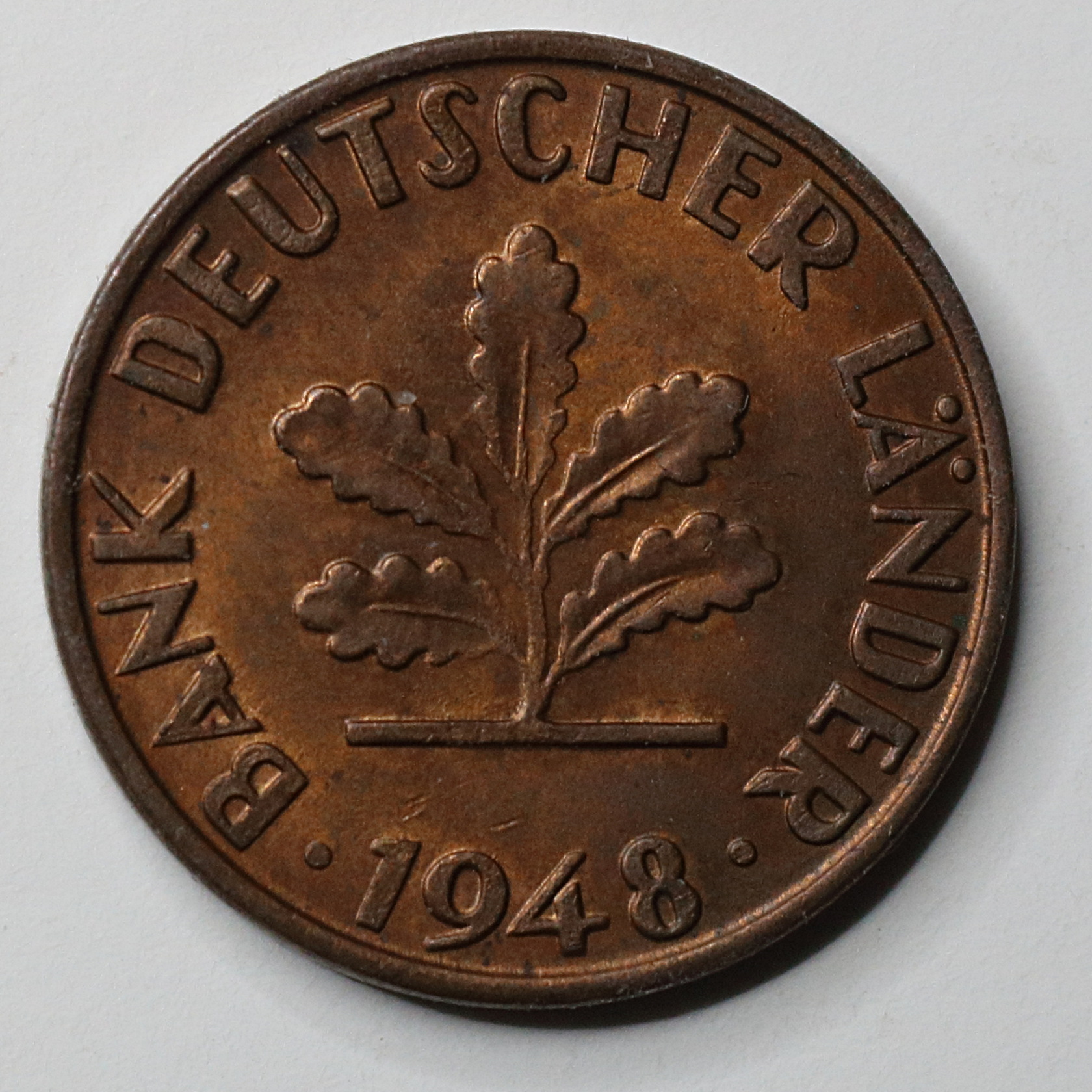
1 Pfennig, 1948

## Sonstiges
In der Sowjetischen Besatzungszone ließ die Sowjetische Militäradministration in Deutschland am 20. Juli 1948 – also etwa einen Monat nach Einführung der D-Mark – die Deutsche Notenbank gründen. Sie war das Ost-Pendant zur BdL.
Zum 1. Januar 1968 wurde die Deutsche Notenbank in Staatsbank der DDR umbenannt.